# WWE Hall of Fame
WWE Hall of Fame er en institution, der hædrer udvalgte tidligere og nuværende wrestlere og ansatte i World Wrestling Entertainment (WWE) og andre personligheder, der har bidraget til wrestling og sportsunderholdning generelt.
Hall of Fame startede i 1993 under navnet WWF Hall of Fame i World Wrestling FederationE(WWF).n af verdens mest succesrige wrestlere, André the Giant, der var død tidligere på året, blev indsat som den første i WWF Hall of Fame. Derefter blev der årligt indsat flere medlemmer i forbindelse med WWF's pay-per-view-show King of the Ring indtil 1996. I 2004 genoptog World Wrestling Entertainment (tidligere WWF) ceremonien under navnet WWE Hall of Fame i forbindelse med WrestleMania XX, og siden da har ceremonien, som sendes på tv, og hvor de nye medlemmer holder tale, fundet sted aftenen før årets udgave af WrestleMania, der er WWE's ældste og største pay-per-view-show. De nye medlemmer af WWE Hall of Fame bliver også hædret under selve shWreotleMania-swet.
WWE er blevet rost for at indsætte wrestlere og personligheder fra wrestlingbranchen i WWE Hall of Fame, selv om de ikke nødvendigvis har arbejdet for organisationen i løbet af deres karriere, eksempelvis Sting, Stu Hart og Lou Thesz. Til gengæld har WWE også fået kritik af, at tidligere WWE-stjerner ikke er blevet indsat i WWE Hall of Fame, fordi de har et kompliceret forhold til WWE, primært WWE-ejeren Vince McMahon. I starten af 2010'erne har WWE dog forsøgt at genoprette et positivt forhold til flere tidligere WWE-wrestlere, heriblandt Bruno Sammartino og Ultimate Warrior, som er blevet indsat i WWE Hall of Fame trods tidligere kontroverser og uenigheder.
Nogle af de største navne fra WWE Hall of Fame er Hulk Hogan, Steve Austin, Andre the Giant, Ric Flair, Roddy Piper, Verne Gagne, Bruno Sammartino og Shawn Michaels. Nogle af de største navne, der endnu ikke har fået en plads i WWE Hall of Fame, er The Undertaker, Triple H, The Rock, Goldberg, John Cena, Lex Luger, Steiner Brothers (Rick og Scott Steiner), og Kurt Angle.

## Medlemmer
| År   | Ringnavn |
| ---- | --- |
| 1993 | André the Giant |
| 1994 | Arnold Skaaland, Bobo Brazil, Buddy Rogers, Chief Jay Strongbow, Freddie Blassie og James Dudley                                                  |
| 1995 | Ernie Ladd, George Steele, Ivan Putski, The Fabolous Moolah, The Grand Wizard og Pedro Morales                                                    |
| 1996 | Lou Albano, Jimmy Snuka, Valiant Brothers, Johnny Rodz, Killer Kowalski, Pat Patterson og Vincent J. McMahon                                      |
| 2004 | Big John Studd, Don Moraco, Greg Valentine, Harley Race, Jesse Ventura, Junkyard Dog, Sgt. Slaughter, Billy Graham, Tito Santana og Pete Rose     |
| 2005 | Hulk Hogan, Roddy Piper, Bob Orton, Jimmy Hart, Paul Orndorff, Nikolai Volkoff og The Iron Sheik                                                  |
| 2006 | Bret Hart, Eddie Guerrero, Gene Okerlund, Sherri Martel, Verne Gagne, The Blackjacks, Tony Atlas og William Perry                                 |
| 2007 | Dusty Rhodes, Curt Hennig, Jerry Lawler, Nick Bockwinkel, Mr. Fuji, The Sheik, The Wild Samoans og Jim Ross                                       |
| 2008 | Ric Flair, Peter Malvia, Rocky Johnson, Mae Young, Gerald og Jack Brisco, Eddie Graham og Gordon Solie                                            |
| 2009 | Steve Austin, Terry Funk, Dory Funk, Jr., Ricky Steamboat, Bill Watts, Koko B. Ware, The Von Erichs og Howard Finkel                              |
| 2010 | Ted DiBiase, Stu Hart, Antonio Inoki, Wendi Richter, Maurice Vachon, Gorgeous George og Bob Uecker                                                |
| 2011 | Shawn Michaels, Jim Duggan, Bob Armstrong, Sunny, Drew Carey, Abdullah the Butcher, The Roadwarriors og Paul Ellering                             |
| 2012 | Edge, The Four Horsemen (Ric Flair, Arn Anderson, Tully Blanchard, Barry Windham, J.J. Dillon), Mike Tyson, Yokozuna, Ron Simmons og Mil Máscaras |
| 2013 | Bruno Sammartino, Mick Foley , Bob Backlund, Trish Stratus, Donald Trump og Booker T                                                              |
| 2014 | Ultimate Warrior, Jake Roberts, Paul Bearer, Lita, Carlos Colon Sr., Mr. T og Scott Hall                                                          |
| 2015 | Randy Savage, Arnold Schwarzenegger, Rikishi, Kevin Nash, The Bushwhackers, Alundra Blayze, Larry Zbyszko, Tatsumi Fujinami                       |
| 2016 | Sting, The Fabolous Freebirds, Big Boss Man, The Godfather, Jacquelin, Stan Hansen, Snoop Dogg                                                    |